# Hydra vulgaris
L'Hydra vulgaris, il polipo d'acqua dolce, è un piccolo animale idroide d'acqua dolce con lunghezza da 10 mm a 30 mm e larghezza circa 1 mm.

## Descrizione
L'idra ha da quattro a dodici tentacoli che sporgono appena fuori dalla bocca. Si nutrono estendendo i loro tentacoli e aspettando che il cibo li tocchi. Quindi portano il cibo alla bocca, ingeriscono e digeriscono l'organismo. Tutto ciò che non può essere digerito viene espulso.
Come altre idre, l'Hydra vulgaris si aggrappa a un oggetto di base con un cuscinetto a forma di disco. L'Idra si muove rilasciando la presa sulla sua base e viene portata via dalla corrente. L'Hydra vulgaris può anche muoversi piegandosi, afferrando una superficie con i suoi tentacoli, rilasciando la presa e ribaltandosi su se stesso.

## Organismo modello
L'Hydra vulgaris è spesso usato, come molte idra, come organismo modello per la rigenerazione poiché ogni 20 giorni, l'intero organismo si rinnova e perché sono facili da curare, richiedono cure dirette minime e si riproducono in tempi relativamente brevi. Gli studi scientifici più recenti sembrano confermare l'assenza dei processi di invecchiamento e identificano il FoxO come la principale causa. 

## Biologia
Questa specie può riprodursi in tre modi: riproduzione sessuale, gemmazione e indirettamente attraverso la rigenerazione. 
Quando l'idra si riproduce sessualmente, sui corpi di un individuo si svilupperanno semplici testicoli, ovaie o entrambi. Lo sperma rilasciato nell'ambiente dai testicoli entra nell'uovo all'interno dell'ovaio. L'uovo forma un esoscheletro chitinoso e attende condizioni favorevoli prima che l'organismo emerga.
Il germogliamento si verifica quando le condizioni sono favorevoli; la giusta temperatura dell'acqua e cibo a sufficienza sono i fattori principali. Un'idra adulta in miniatura crescerà dal corpo dell'idra genitore. Una volta completamente sviluppato, si separerà dal genitore e continuerà il ciclo di vita. Le idre usano questo tipo di riproduzione più spesso perché è più facile e creerà più idre rispetto ad altri metodi.
Il terzo metodo di riproduzione è più un meccanismo di sopravvivenza che un meccanismo di riproduzione. Quando un'idra viene tagliata in segmenti, ogni segmento, se sufficientemente grande, crescerà in un'idra individuale di dimensioni relative alla dimensione del segmento. Questo accade in altri animali come la stella marina.